# Гороховатка (Изюмский район)
Гороховатка (укр. Гороховатка), село, 
Бугаевский сельский совет,
Изюмский район,
Харьковская область.
Село Гороховатка ликвидировано в ? году.

## Географическое положение
Село Гороховатка находится между селом Россоховатое (2,5 км) и селом Федоровка (Шевченковский район), в верховьях балки Вершина.
В селе есть небольшой пруд.

## Экономика
- Птице-товарная и свино-товарная фермы.